# シーロム線
シーロム線（シーロムせん、タイ語: สายสีลม、（英）Silom line ） は、タイの首都・バンコクの鉄道網 BTS、通称「スカイトレイン」に属する高架鉄道路線である。

## 概要
運営会社は「Bangkok Mass Transit System Public Company Limited.（バンコク大衆輸送システム社）」。頭文字を取ってBTS(บี.ที.เอส)と呼ばれている。
バンコク首都圏の鉄道網においてはメトロ（地下鉄、MRT）を含め、各路線とも色による愛称が存在する。当線は「ダークグリーンライン」（（泰）สายสีเขียวเข้ม ）とされる。
通常軌道による鉄道である。なお、タイ国有鉄道の路線とは異なり、軌間は標準軌（1,435 mm）であり、また電化方式も直流750 Vによる第三軌条集電方式である。全編成とも4両で運行されている。
同じくBTSのスクムウィット線とはサイアム駅にて接続する。スクムウィット線とは車両の仕様は共通であり、またシーロム線内には車両基地がないため、シーロム線の車両の入出庫はサイアム駅に設けられた連絡線を介して行われている。なお、通常のダイヤでは両線が互いに乗り入れることはないが、輸送障害が発生した際には突発的にこの連絡線を介して営業列車が乗り入れることがある。

### 歴史
- 1999年12月5日【開業】

シーロム線 - サナームキラーヘンチャート - サパーンタークシン
スクムウィット線 - モーチット - オンヌット
- 2009年5月15日 【開業】サパーンタークシン駅 - ウォンウィアン・ヤイ駅
- 2013年
  - 1月12日 【開業】ウォンウィアン・ヤイ駅 - ポーニミット駅[4]
  - 2月14日 【開業】ポーニミット駅 - タラートプルー駅[4]
  - 12月5日 【開業】タラートプルー駅 - バーンワー駅[5]
- 2021年
  - 2月8日 《新駅》セントルイス駅（チョーンノンシー - スラサック間）[6]

## 車両
全編成とも4両編成。スクムウィット線の車両とは共通仕様。

## 駅一覧
順序は北から
| 駅番号 | 駅名                                          | タイ語駅名    | 駅間キロ | 累計キロ | 接続路線・備考 | 所在地               |
| ------ | --------------------------------------------- | ------------- | -------- | -------- | --- | -------------------- |
| W2     | ヨットセー駅                                  | ยศเส          |          |          | 計画中 ■ダークレッドラインの同名駅（RS05、計画中）と接続予定 | ポーンプラープ区     |
| W1     | サナームキラーヘンチャート駅 （国立競技場駅） | สนามกีฬาแห่งชาติ | -        | 0.0      | | パトゥムワン区       |
| CEN    | サイアム駅                                    | สยาม          | 0.57     | 0.57     | ■スクムウィット線 | パトゥムワン区       |
| S1     | ラーチャダムリ駅                              | ราชดำริ        | 1.21     | 1.78     | | パトゥムワン区       |
| S2     | サラデーン駅                                  | ศาลาแดง       | 1.41     | 3.19     | ■ブルーライン シーロム駅(BL26) | バーンラック区       |
| S3     | チョーンノンシー駅                            | ช่องนทรี        | 1.02     | 4.21     | BRT :サートーン・ラーチャプルック線（サートーン駅） ■ライトブルーライン（計画線）と接続予定                                                                                               | バーンラック区       |
| S4     | セントルイス駅                                | เซนต์หลุยส์      |          |          | | バーンラック区       |
| S5     | スラサック駅                                  | สุรศักดิ์         |          | 5.38     | | サートーン区         |
| S6     | サパーンタークシン駅 （タークシン橋駅）       | สะพานตากสิน    | 0.82     | 6.2      | | サートーン区         |
| S7     | クルン・トンブリー駅                          | กรุงธนบุรี       | 1.27     | 7.47     | ■ゴールドライン(G1) | クローンサーン区     |
| S8     | ウォンウィアン・ヤイ駅                        | วงเวียนใหญ่     | 0.81     | 8.28     | ■タイ国鉄マハーチャイ線乗換駅 ■パープルライン（延伸計画中）と接続予定 | クローンサーン区     |
| S9     | ポーニミット駅                                | โพธิ์นิมิตร       | 1.03     | 9.31     | | トンブリー区         |
| S10    | タラートプルー駅                              | ตลาดพลู        | 1.16     | 10.47    | BRT: サートーン・ラーチャプルック線（ラーチャプルック駅） | トンブリー区         |
| S11    | ウターカート駅                                | วุฒากาศ        | 0.92     | 11.39    | ■ダークレッドライン（延伸計画中）と接続予定 | トンブリー区         |
| S12    | バーンワー駅                                  | บางหว้า        | 1.68     | 13.07    | ■ブルーライン(BL34) | パーシーチャルーン区 |
| S13    | バンウェーク駅                                | บางแวก        |          |          | 計画中 線路はバーンワー駅から500mほど先の地点まで伸びており、駅のような構造物も既に完成している（ただし関係者以外は立ち入り不可）。 タリンチャン駅では■ライトレッドライン(RW06)と接続予定 | パーシーチャルーン区 |
| S14    | バンチュアックナン駅                          | บางเชือกหนัง    |          |          | 計画中 線路はバーンワー駅から500mほど先の地点まで伸びており、駅のような構造物も既に完成している（ただし関係者以外は立ち入り不可）。 タリンチャン駅では■ライトレッドライン(RW06)と接続予定 | タリンチャン区       |
| S15    | バンプロム駅                                  | บางพรม        |          |          | 計画中 線路はバーンワー駅から500mほど先の地点まで伸びており、駅のような構造物も既に完成している（ただし関係者以外は立ち入り不可）。 タリンチャン駅では■ライトレッドライン(RW06)と接続予定 | タリンチャン区       |
| S16    | イントラワート駅                              | อินทราวาส      |          |          | 計画中 線路はバーンワー駅から500mほど先の地点まで伸びており、駅のような構造物も既に完成している（ただし関係者以外は立ち入り不可）。 タリンチャン駅では■ライトレッドライン(RW06)と接続予定 | タリンチャン区       |
| S17    | プロムラチャチョンニー駅                      | บรมราชชนนี     |          |          | 計画中 線路はバーンワー駅から500mほど先の地点まで伸びており、駅のような構造物も既に完成している（ただし関係者以外は立ち入り不可）。 タリンチャン駅では■ライトレッドライン(RW06)と接続予定 | タリンチャン区       |
| S18    | タリンチャン駅                                | ตลิ่งชัน         |          |          | 計画中 線路はバーンワー駅から500mほど先の地点まで伸びており、駅のような構造物も既に完成している（ただし関係者以外は立ち入り不可）。 タリンチャン駅では■ライトレッドライン(RW06)と接続予定 | タリンチャン区       |

## 延伸計画
- S12 バーンワー - (S18)タリンチャン（未着工。時期未定）
- W1 サナームキラーヘンチャート - (W2)ヨットセー（未着工。時期未定）